# 両院協議会
両院協議会（りょういんきょうぎかい）は、両院制の議会において議決の不一致が起こった際に、各院の代表が議案の取り扱いを協議するための機関である。日本の国会や、アメリカ合衆国の連邦議会および多くの州議会などに置かれる。

## 日本の国会

### 両院協議会の設置
両院協議会は、日本国憲法では衆議院と参議院の議決が一致しない時に意見調整をする機関として設けられる。国会法、衆議院規則、参議院規則、両院協議会規程において手続の詳細が規定されている。両院協議会は、「各議院がそれぞれ独立して審議し、議決する」という衆参相互独立原則の例外である。
両院協議会は常設機関でなく、法に定められた要件に則して必要となった際に設置される。名称は「何々に関する法律案両院協議会」、「内閣総理大臣の指名両院協議会」のように対象案件等の名称・内容を冠したものとなる。同時期に両院協議会での処理を要する案件が複数生じた場合、慣例では、それらが関連する法津案のように一括協議で差し支えないと判断された場合は取りまとめて一つの協議会（例:「平成何年度一般会計予算外二件両院協議会」）が設けられ、それらが全く関連性のない案件である場合は個別に協議会が設置される（つまり同時期に複数の名称の両院協議会が併存することになる）。

### 協議委員
両院協議会は各議院から選挙された各10名（計20名）の協議委員で組織される(国会法第89条)。各院の10名全員がそれぞれの院の当該議決の支持派（院議構成会派）で占められることが通例である（衆議院規則第250条第1項及び参議院規則第176条第1項によれば、議院規則上は連記投票によって選ばれることとなっているが、議院がその手続を省略して議長に委任してその指名で選ばれるのが通例となっている（衆議院規則第250条第3項、参議院規則第176条第3項。例えば衆議院委員会先例集先例第295など）。

### 協議委員議長
両院協議会の開会に先立ち、各院の協議委員は、互選会において互選によりそれぞれの院の協議委員議長と協議委員副議長を選出する(両院協議会協議委員議長につき国会法第90条。協議委員副議長につき両院協議会規程第5条)。その際、年長の協議委員が互選の管理者となる(衆議院につき衆議院規則第252条2項、参議院につき参議院規則第177条)。

### 両院協議会の議長
両院協議会の議長は、1日ごとに衆参の協議委員議長が交代して務めるが、どちらの院の協議委員議長が初日の議長を務めるかは籤（くじ）で選ぶ（国会法第90条。例：初日に衆議院議員である協議委員議長が議長となった場合、2日目は参議院議員である協議委員議長が議長、3日目は衆議院議員である協議委員議長が議長･･･というように交代する）。

### 対象案件等
両院協議会を開き得る対象案件は「衆議院・参議院の順で送付・受領して議決する案件（法律案、予算、条約の承認、憲法改正原案、国会承認・承諾案件など）」であり、また「案件」ではないがこれに「内閣総理大臣の指名の議決」が加わる。これらに該当しない案件（国会同意人事など）では（両院で同時期に同様の内容の議決は行うものの）形式上は両院で相互に送付・返付・受領等をする関係にない対等な各院終局案件であり、両院の議決が一致しない場合であっても両院協議会を開くこと（求めること）はできない。
臨時会及び特別会の会期の日程に関する議決、並びに国会の会期延長に関する議決において、両院の議決が異なる場合又は参議院が議決を行わない場合は衆議院の議決によるとの規定があるが、これについても先議・後議の順がなく対等・独立の議決であるため両院協議会の対象とはならない。
ただし、国会同意人事でも衆議院優越規定が存在した一部の役職の同意人事では、「衆議院が同意して参議院が同意しない場合は日本国憲法第67条第2項の場合の例により、衆議院の同意を以て両議院の同意とする」と規定されていた（1999年7月を最後に衆議院優越規定の国会同意人事は存在しない）。そのため、衆議院優越規定が存在した一部の役職の同意人事では衆議院が同意して参議院が同意しない場合は、内閣総理大臣の指名の議決が異なる場合に義務的に両院協議会が開く例により、同意人事が異なった場合は義務的に両院協議会を開くことになっていた（過去に衆議院優越規定の国会同意人事が参議院で不同意となった例は一度もなかった）。

#### 開会請求が必須とされる案件
- 予算、条約の承認及び内閣総理大臣の指名

予算の議決、条約の承認の議決、首相指名の議決において衆参の議決が異なった場合は、所定の院が必ず両院協議会を請求し、開かなければならない。両院協議会を開いても意見が一致しないときは、衆院の議決が国会の議決となる（衆議院の優越）。

##### 予算
日本国憲法第60条
| 先議院                    | 衆議院                    | 衆議院       | 衆議院            |
| 後議院                    | 参議院                    | 参議院       | 参議院            |
| 後議院                    | 修正議決                  | 否決         | 30日経過 自然成立 |
| 議案の扱い                | 衆議院へ回付              | 衆議院へ返付 | 衆議院へ返付      |
| 議案の扱い                | 衆議院による 回付案不同意 | 衆議院へ返付 | 衆議院へ返付      |
| ------------------------- | ------------------------- | ------------ | ----------------- |
| 両院協議会の請求 （義務） | 衆議院のみ                | 衆議院のみ   | なし              |
| 請求後の開会              | 義務                      | 義務         | なし              |

##### 条約の承認
日本国憲法第61条
| 先議院                        | 衆議院                    | 衆議院       | 衆議院            | 参議院                    | 参議院                               | 参議院       |
| 後議院 （除・継続審議）       | 参議院                    | 参議院       | 参議院            | 衆議院                    | 衆議院                               | 衆議院       |
| 後議院 （除・継続審議）       | 修正議決                  | 否決         | 30日経過 自然成立 | 修正議決                  | 修正議決                             | 否決         |
| 議案の扱い                    | 衆議院へ回付              | 衆議院へ返付 | 衆議院へ返付      | 参議院へ回付              | 参議院へ回付                         | 参議院へ返付 |
| 議案の扱い                    | 衆議院による 回付案不同意 | 衆議院へ返付 | 衆議院へ返付      | 参議院による 回付案不同意 | 参議院30日経過 自然成立 衆議院へ返付 | 参議院へ返付 |
| ----------------------------- | ------------------------- | ------------ | ----------------- | ------------------------- | ------------------------------------ | ------------ |
| 両院協議会の請求 （全て義務） | 衆議院のみ                | 衆議院のみ   | なし              | 参議院のみ                | なし                                 | 参議院のみ   |
| 請求後の開会                  | 義務                      | 義務         | なし              | 義務                      | なし                                 | 義務         |

##### 内閣総理大臣の指名
日本国憲法第67条
| 参議院                    | 参議院                       | 参議院                                  |
| 議決の状況                | 衆議院指名と異なる人物を指名 | 衆議院指名後も指名せず10日経過 自然指名 |
| ------------------------- | ---------------------------- | --------------------------------------- |
| 両院協議会の請求 （義務） | 参議院のみ                   | なし                                    |
| 請求後の開会              | 義務                         | なし                                    |

#### 開会請求が任意とされる案件

##### 法律案
法律案において衆参の議決が異なった場合の両院協議会の請求は任意である (日本国憲法第59条、国会法第84条)。
衆議院は、衆議院可決案を参議院で否決した場合、又は衆議院可決案に対し、参議院が修正議決したときに参議院回付案に衆議院が同意しなかった場合に、両院協議会を求めることができる (同条第1項)。参議院は、この請求に応じなければならない。
一方、参議院は、参議院可決案を衆議院が修正議決し、かつ参議院が衆議院回付案に同意しない場合にのみ、衆議院に優先して両院協議会を求めることが可能である (同条第2項)。しかし、参議院が求めた場合でも、衆議院は拒否することができる。また、衆議院は、参議院が請求しない場合に、両院協議会を請求でき、参議院は拒否できない。
したがって、法案の議決が異なる場合の両院協議会の設置は、衆議院に実質的な決定権がある。
| 先議院                        | 衆議院 | 衆議院 | 参議院 | 参議院 | 参議院 |
| 後議院 （除・継続審議）       | 参議院 | 参議院 | 衆議院 | 衆議院 | 衆議院 |
| 後議院 （除・継続審議）       | 修正議決 | 否決 （含・みなし否決） | 修正議決 | 修正議決 | 否決 |
| 議案の扱い                    | 衆議院へ回付 | 衆議院へ返付(B) | 参議院へ回付 | 参議院へ回付 | 廃案 |
| 議案の扱い                    | 衆議院による 回付案不同意(A) | 衆議院へ返付(B) | 参議院による 回付案不同意(C) | 参議院60日経過 みなし否決の旨の衆議院による議決 衆議院へ返付(D) | 廃案 |
| ----------------------------- | --- | --- | --- | --- | --- |
| 両院協議会の請求 （全て任意） | 衆議院のみ | 衆議院のみ | 参議院優先 | 衆議院のみ | なし |
| 請求後の開会                  | 義務 | 義務 | 参議院請求は拒否可 衆議院請求後は義務 | 義務 | なし |
| 備考                          | (C)の場合、国会法第84条第2項の規定が同条第1項の規定よりも優先適用される（「前項の規定にかかわらず、その通知と同時に」という文言が参議院側の手続的・即時的な優先性を示す）ため、参議院が両院協の請求院となり成案が得られた場合には先議院となる。衆議院が成案の先議院となりたいがために、参議院の請求を一旦拒否して改めて衆議院側請求をすることで両院協議会の義務的開会に持ち込むことはできない。(C)の場合で衆議院側請求が可能となるのは参議院が請求しなかった（又は衆議院の応諾議決前に参議院が請求を撤回した）場合に限られる。 | (C)の場合、国会法第84条第2項の規定が同条第1項の規定よりも優先適用される（「前項の規定にかかわらず、その通知と同時に」という文言が参議院側の手続的・即時的な優先性を示す）ため、参議院が両院協の請求院となり成案が得られた場合には先議院となる。衆議院が成案の先議院となりたいがために、参議院の請求を一旦拒否して改めて衆議院側請求をすることで両院協議会の義務的開会に持ち込むことはできない。(C)の場合で衆議院側請求が可能となるのは参議院が請求しなかった（又は衆議院の応諾議決前に参議院が請求を撤回した）場合に限られる。 | (C)の場合、国会法第84条第2項の規定が同条第1項の規定よりも優先適用される（「前項の規定にかかわらず、その通知と同時に」という文言が参議院側の手続的・即時的な優先性を示す）ため、参議院が両院協の請求院となり成案が得られた場合には先議院となる。衆議院が成案の先議院となりたいがために、参議院の請求を一旦拒否して改めて衆議院側請求をすることで両院協議会の義務的開会に持ち込むことはできない。(C)の場合で衆議院側請求が可能となるのは参議院が請求しなかった（又は衆議院の応諾議決前に参議院が請求を撤回した）場合に限られる。 | (C)の場合、国会法第84条第2項の規定が同条第1項の規定よりも優先適用される（「前項の規定にかかわらず、その通知と同時に」という文言が参議院側の手続的・即時的な優先性を示す）ため、参議院が両院協の請求院となり成案が得られた場合には先議院となる。衆議院が成案の先議院となりたいがために、参議院の請求を一旦拒否して改めて衆議院側請求をすることで両院協議会の義務的開会に持ち込むことはできない。(C)の場合で衆議院側請求が可能となるのは参議院が請求しなかった（又は衆議院の応諾議決前に参議院が請求を撤回した）場合に限られる。 | (C)の場合、国会法第84条第2項の規定が同条第1項の規定よりも優先適用される（「前項の規定にかかわらず、その通知と同時に」という文言が参議院側の手続的・即時的な優先性を示す）ため、参議院が両院協の請求院となり成案が得られた場合には先議院となる。衆議院が成案の先議院となりたいがために、参議院の請求を一旦拒否して改めて衆議院側請求をすることで両院協議会の義務的開会に持ち込むことはできない。(C)の場合で衆議院側請求が可能となるのは参議院が請求しなかった（又は衆議院の応諾議決前に参議院が請求を撤回した）場合に限られる。 |

##### 憲法改正原案
国会法第86条の2
憲法改正原案において衆参の議決が異なった場合は、原則として先議院が優先的に両院協議会請求ができるなど、先議院・後議院の間の差異自体はあるが、衆・参どちらかに特定した優先措置はなく、その意味では相互に平等な規定となっている。
| 先議院                    | 甲議院                    | 甲議院       |
| 後議院 （除・継続審議）   | 乙議院                    | 乙議院       |
| 後議院 （除・継続審議）   | 修正議決                  | 否決         |
| 議案の扱い                | 甲議院へ回付              | 甲議院へ返付 |
| 議案の扱い                | 甲議院による 回付案不同意 | 甲議院へ返付 |
| ------------------------- | ------------------------- | ------------ |
| 両院協議会の請求 （任意） | 甲議院優先                | 甲議院のみ   |
| 請求後の開会              | 義務                      | 義務         |

##### その他の国会の議決を要する案件
上述の事例以外の「国会の議決を要する案件」において後議院が先議院の議決に同意しない場合は、先議院のみ両院協議会を請求することができる（衆・参の扱いに優劣はない）。
| 先議院                    | 甲議院       |            |
| 後議院                    | 乙議院       |            |
| 後議院                    | 不同意       |            |
| 案件の扱い                | 甲議院へ返付 |            |
| ------------------------- | ------------ | ---------- |
| 両院協議会の請求 （任意） | 甲議院のみ   | 甲議院のみ |
| 請求後の開会              | 義務         | 義務       |

### 議事
両院協議会は、各議院の協議委員のどちらも3分の2以上の出席がなければ、議事を開き議決することができない（国会法第91条）。首相指名の議決における両院協議会では、各議院で指名された人物以外の第三者を議題とすることができない。
なお、両院協議会は国会議事堂中央の両院協議室（通常は、会期決定や延長の際に開かれる常任委員長会議がひらかれる委員長室をその日だけ名称変更する）で開催される。
協議会の議事の進行については、まず各院がそれぞれの議決の趣旨を説明する。その後、必要に応じて質疑、懇談などを通じ協議会案の作成のための協議が行われる。そして、最後に討論を経て採決となる。独自の協議会案が作成された場合は、その案の採決が行われ出席協議委員の3分の2以上の多数で可決されたとき成案となる（国会法第92条第1項）。
両院協議会案の作成に至らなかった場合は、衆参双方の主張する案を順に採決して成案に至らないことを確定させるか、または両院協議会の議長が「意見の一致がないため成案が得られなかった旨両院に報告したい」と宣言し協議委員の同意を得て採決をしないまま議事を終了する形をとる。成案を得なかったときは各議院の協議委員議長は、各々その旨を議院に報告しなければならない（国会法第94条）。
両院協議会は傍聴することが禁止されている（国会法第97条）ため、協議委員（及び速記者等の必要最低限の国会職員）以外は退席しなければならない。ただし、秘密会ということではないため、その内容は（いわゆるオフレコ扱いで速記が止められる「懇談」部分を除き）後に国会会議録を作成し、公開する会議録公開となっている。

### 成案
両院協議会の成案は、その内容が衆議院可決案を採用したもの、参議院可決案を採用したもの、あるいは協議により修正して成立した協議会案のいずれであるかにかかわらず、両院の本会議で採決に付される（両院協議会を求めた側の議院で先議し、可決後に他の議院に送付して採決する。各院でさらなる修正を加えること及び委員会への付託は認められない）。たとえば、成案が衆議院可決案を事実上「丸呑み」したものだとしても、衆議院でも成案の採決を省略することなく行うことが必要となる。この場合、外見上・内容的には「当初の衆議院可決案が結局成立した」と判断し得るが、手続上は成立したのは直近の採決を経た「両院協議会の成案」であって「（当初の）衆議院可決案」ではない。
両院協議会で成案を得た例には1994年第128回国会のいわゆる政治改革四法案がある。これは参議院が衆議院同様に政党に主導されるようになって以来唯一の例である。

### 法律案で両院協議会が開かれた事例
再議決の事例は衆議院の再議決に記載
- 両院協議会が開かれた年月日（初日）の早い順に記載する。同一日である場合は、国会会議録掲載の順に記載する。
- 各院の採決欄に「修正」とあるのは、その院独自で修正議決が行われたことを指す。
- 両院協議会の結果欄に「修正」とあるのは、協議会独自の修正が行われた（いわゆる協議案が作成され成案となった）ことを指す。
- 両院協議会の結果欄に「何議院議決案どおり」とあるのは、「両院協議会の成案として採択する内容は何議院議決案に同じ」という意味であり、それが両院の本会議に上程される際には「何々法案両院協議会成案」のような議案名となる（両院での採決の対象はあくまで「成案」であって、当初の何議院議決案ではない）。
- 1951年5月26日の「教育公務員特例法の一部を改正する法律案両院協議会」は、参議院の請求を衆議院が応諾して開かれている（国会法第84条第2項本文適用）。
- 両院協議会の開会後に衆議院が自院可決案の再議決を行った事例はない。

| 法律案 | 衆議院                     | 衆議院             | 参議院                   | 参議院 | 回付案不同意 | 回付案不同意              | 両院協議会 | 両院協議会                                        | 国会の議決 |
| 法律案 | 議決日                     | 採決               | 議決日                   | 採決   | 院           | 議決日                    | 開会日     | 結果                                              | 国会の議決 |
| --- | -------------------------- | ------------------ | ------------------------ | ------ | ------------ | ------------------------- | ---------- | ------------------------------------------------- | ---------- |
| 国家行政組織法案 | 1948年（昭和23年）6月25日  | 修正               | 7月4日                   | 修正   | 衆           | 7月5日                    | 7月5日     | 修正（総員）                                      | 成案を可決 |
| 刑事訴訟法を改正する法律案 | 1948年（昭和23年）7月1日   | 修正               | 7月5日                   | 修正   | 衆           | 7月5日                    | 7月5日     | 修正（多数）                                      | 成案を可決 |
| 地方税法案 | 1950年（昭和25年）4月20日  | 可決               | 5月1日                   | 否決   | -            | -                         | 5月2日     | 成案を得るに至らず （採決なし）                   | 廃案       |
| 地方公共団体の議員及び長の選挙期日等の 臨時特例に関する法律案（閣法第7号） | 1950年（昭和25年）12月8日  | 可決               | 12月16日                 | 修正   | 衆           | 1951年（昭和26年）1月27日 | 1月30日    | 修正（多数）                                      | 成案を可決 |
| 日本国有鉄道法の一部を改正する法律案（閣法） | 1951年（昭和26年）3月27日  | 可決               | 3月29日                  | 修正   | 衆           | 3月31日                   | 3月31日    | 未了                                              | 成案を可決 |
| 日本国有鉄道法の一部を改正する法律案（閣法） | 1951年（昭和26年）3月27日  | 可決               | 3月29日                  | 修正   | 衆           | 3月31日                   | 5月7日     | 未了                                              | 成案を可決 |
| 日本国有鉄道法の一部を改正する法律案（閣法） | 1951年（昭和26年）3月27日  | 可決               | 3月29日                  | 修正   | 衆           | 3月31日                   | 5月25日    | 修正（総員）                                      | 成案を可決 |
| 関税定率法の一部を改正する法律案 | 1951年（昭和26年）3月26日  | 修正               | 3月30日                  | 修正   | 衆           | 3月31日                   | 3月31日    | 修正（総員）                                      | 成案を可決 |
| 食糧管理法の一部を改正する法律案 | 1951年（昭和26年）3月24日  | 可決               | 3月29日                  | 否決   | -            | -                         | 3月31日    | 未了                                              | 廃案       |
| 食糧管理法の一部を改正する法律案 | 1951年（昭和26年）3月24日  | 可決               | 3月29日                  | 否決   | -            | -                         | 5月7日     | 未了                                              | 廃案       |
| 食糧管理法の一部を改正する法律案 | 1951年（昭和26年）3月24日  | 可決               | 3月29日                  | 否決   | -            | -                         | 5月8日     | 未了                                              | 廃案       |
| 食糧管理法の一部を改正する法律案 | 1951年（昭和26年）3月24日  | 可決               | 3月29日                  | 否決   | -            | -                         | 5月10日    | 成案を得るに至らず （採決なし）                   | 廃案       |
| 教育公務員特例法の一部を改正する法律案 | 1951年（昭和26年）5月21日  | 修正               | 3月24日                  | 修正   | 参           | 5月26日                   | 5月26日    | 未了                                              | 成案を可決 |
| 教育公務員特例法の一部を改正する法律案 | 1951年（昭和26年）5月21日  | 修正               | 3月24日                  | 修正   | 参           | 5月26日                   | 5月28日    | 未了                                              | 成案を可決 |
| 教育公務員特例法の一部を改正する法律案 | 1951年（昭和26年）5月21日  | 修正               | 3月24日                  | 修正   | 参           | 5月26日                   | 5月31日    | 修正（総員）                                      | 成案を可決 |
| 一般職の職員の給与に関する法律の 一部を改正する法律案 | 1952年（昭和27年）3月11日  | 可決               | 5月6日                   | 修正   | 衆           | 5月27日                   | 5月29日    | 未了                                              | 成案を可決 |
| 一般職の職員の給与に関する法律の 一部を改正する法律案 | 1952年（昭和27年）3月11日  | 可決               | 5月6日                   | 修正   | 衆           | 5月27日                   | 5月31日    | 未了                                              | 成案を可決 |
| 一般職の職員の給与に関する法律の 一部を改正する法律案 | 1952年（昭和27年）3月11日  | 可決               | 5月6日                   | 修正   | 衆           | 5月27日                   | 6月2日     | 未了                                              | 成案を可決 |
| 一般職の職員の給与に関する法律の 一部を改正する法律案 | 1952年（昭和27年）3月11日  | 可決               | 5月6日                   | 修正   | 衆           | 5月27日                   | 6月4日     | 修正（総員）                                      | 成案を可決 |
| 通商産業省設置法案 通商産業省設置法の施行に伴う関係法令の整理に 関する法律案 農林省設置法等の一部を改正する法律案 大蔵省設置法の一部を改正する法律案 大蔵省設置法の一部を改正する法律等の施行に 伴う関係法令の整理に関する法律案※ | 1952年（昭和27年）5月29日  | ※は修正、 他は可決 | 7月25日                  | 修正   | 衆           | 7月29日                   | 7月29日    | 参議院議決案どおり（総員） 申合せを行う旨議決あり | 成案を可決 |
| 日本電信電話公社法案 | 1952年（昭和27年）6月5日   | 修正               | 7月11日                  | 修正   | 衆           | 7月28日                   | 7月29日    | 参議院議決案どおり（総員）                        | 成案を可決 |
| 保安庁法案※ 海上公安局法案 運輸省設置法の一部を改正する法律案※ 国家行政組織法の一部を改正する法律案（閣法）※ 行政機関職員定員法の一部を改正する法律案                                                                             | 1952年（昭和27年）5月29日  | ※は修正、 他は可決 | 7月25日                  | 修正   | 衆           | 7月29日                   | 7月29日    | 参議院議決案どおり（総員）                        | 成案を可決 |
| 労働関係調整法等の一部を改正する法律案 地方公営企業労働関係法案 | 1952年（昭和27年）5月27日  | 可決               | 7月11日                  | 修正   | 衆           | 7月28日                   | 7月29日    | 未了                                              | 成案を可決 |
| 労働関係調整法等の一部を改正する法律案 地方公営企業労働関係法案 | 1952年（昭和27年）5月27日  | 可決               | 7月11日                  | 修正   | 衆           | 7月28日                   | 7月30日    | 修正（多数）                                      | 成案を可決 |
| 国家公務員法の一部を改正する法律案 | 1952年（昭和27年）5月29日  | 可決               | 未議決                   | 未議決 | 衆           | （7月30日） みなし否決    | 7月31日    | 未了のまま会期終了                                | 廃案       |
| 保安庁職員給与法案 | 1952年（昭和27年）5月31日  | 可決               | 未議決                   | 未議決 | 衆           | （7月30日） みなし否決    | 7月31日    | 修正（多数）                                      | 成案を可決 |
| 町村の警察維持に関する責任転移の時期の 特例に関する法律案 | 1952年（昭和27年）12月15日 | 可決               | 12月22日                 | 修正   | 衆           | 12月23日                  | 12月24日   | 修正（総員）                                      | 成案を可決 |
| 農業災害補償法の一部を改正する法律案 | 1953年（昭和28年）7月2日   | 修正               | 7月17日                  | 修正   | 衆           | 7月21日                   | 7月23日    | 未了                                              | 成案を可決 |
| 農業災害補償法の一部を改正する法律案 | 1953年（昭和28年）7月2日   | 修正               | 7月17日                  | 修正   | 衆           | 7月21日                   | 7月24日    | 参議院議決案どおり（総員） 申合せを行う旨議決あり | 成案を可決 |
| 公職選挙法の一部を改正する法律案 | 1953年（昭和28年）7月27日  | 可決               | 7月29日                  | 修正   | 衆           | 7月30日                   | 7月31日    | 未了                                              | 成案を可決 |
| 公職選挙法の一部を改正する法律案 | 1953年（昭和28年）7月27日  | 可決               | 7月29日                  | 修正   | 衆           | 7月30日                   | 8月1日     | 未了                                              | 成案を可決 |
| 公職選挙法の一部を改正する法律案 | 1953年（昭和28年）7月27日  | 可決               | 7月29日                  | 修正   | 衆           | 7月30日                   | 8月4日     | 修正（総員）                                      | 成案を可決 |
| 公職選挙法の一部を改正する法律案（閣法） 衆議院議員選挙区画定審議会設置法案※ 政治資金規正法の一部を改正する法律案（閣法） 政党助成法案（閣法）                                                                                    | 1993年（平成5年）11月18日  | ※は修正、 他は可決 | 1994年（平成6年）1月21日 | 否決   | -            | -                         | 1月26日    | 未了                                              | 成案を可決 |
| 公職選挙法の一部を改正する法律案（閣法） 衆議院議員選挙区画定審議会設置法案※ 政治資金規正法の一部を改正する法律案（閣法） 政党助成法案（閣法）                                                                                    | 1993年（平成5年）11月18日  | ※は修正、 他は可決 | 1994年（平成6年）1月21日 | 否決   | -            | -                         | 1月27日    | 未了                                              | 成案を可決 |
| 公職選挙法の一部を改正する法律案（閣法） 衆議院議員選挙区画定審議会設置法案※ 政治資金規正法の一部を改正する法律案（閣法） 政党助成法案（閣法）                                                                                    | 1993年（平成5年）11月18日  | ※は修正、 他は可決 | 1994年（平成6年）1月21日 | 否決   | -            | -                         | 1月29日    | ※は修正、 他は衆議院議決案どおり （多数）         | 成案を可決 |

### 法律案で両院協議会が開かれなかった事例
両院協議会は開かれなかったが衆議院で再議決が行われた事例は衆議院の再議決に記載
- 後議院からの回付案への先議院不同意又は後議院での否決（継続審査を経たものを除く）により、両院協議会を請求できる要件を満たしていたがなされなかった事例のうち、衆議院での再議決に付されず廃案となったものを否決等の年月日順に記載する。
- 各院の採決欄に「修正」とあるのは、その院独自で修正議決が行われたことを指す。
- （参考）再議決の前に衆議院本会議において野党議員から「両院協議会を請求すべし」との動議が提出されたが起立少数により動議否決となり院としての両院協請求が行われなかった例が1例ある（2008年5月13日再可決の道路整備費の財源等の特例に関する法律の一部を改正する法律案）。

| 法律案 | 衆議院                    | 衆議院             | 参議院  | 参議院 | 回付案不同意 | 回付案不同意 | 備考                                                          |
| 法律案 | 議決日                    | 採決               | 議決日  | 採決   | 院           | 議決日       | 備考                                                          |
| --- | ------------------------- | ------------------ | ------- | ------ | ------------ | ------------ | ------------------------------------------------------------- |
| 食糧の政府買入数量の指示に関する法律案 | 1951年（昭和26年）3月24日 | 修正               | 5月23日 | 修正   | 衆           | 5月25日      | 両院協議会の請求の有無に関する議決なく、 会期終了とともに廃案 |
| 郵政民営化法案※ 日本郵政株式会社法案※ 郵便事業株式会社法案 郵便局株式会社法案※ 独立行政法人郵便貯金・簡易生命保険管理機構法案 郵政民営化法等の施行に伴う関係法律の整備等に関する法律案※ | 2005年（平成17年）7月5日  | ※は修正、 他は可決 | 8月8日  | 否決   | -            | -            | 参院から返付後、即日衆院解散により廃案                        |

### 予算の議決が衆参で不一致となった例
予算の自然成立の例は自然成立に記載
一般会計・特別会計・政府関係機関の3予算をまとめて1例と数えた場合、過去に19例ある（両院協議会の数としては20例）。いずれも、予算の議決に関する両院協議会で成案を得るに至らず、両院の議決が一致しなかったため、衆院の議決が国会の議決とされた。
| 予算                                                                      | 衆議院                     | 衆議院 | 参議院   | 参議院 | 衆議院 による 参議院 回付案 不同意 | 両院協議会 | 両院協議会 | 両院協議会         | 両院協議会         | 国会 の 議決 |
| 予算                                                                      | 議決日                     | 採決   | 議決日   | 採決   | 議決日                             | 開会日     | 議長       | 採決               | 結果               | 国会 の 議決 |
| ------------------------------------------------------------------------- | -------------------------- | ------ | -------- | ------ | ---------------------------------- | ---------- | ---------- | ------------------ | ------------------ | ------------ |
| 平成元年度一般会計補正予算（第2号）ほか2案                                | 1990年（平成2年）3月22日   | 可決   | 3月26日  | 否決   | -                                  | 3月26日    | 参         | 採決せず           | 成案を得るに至らず | 可決         |
| 平成2年度一般会計暫定予算ほか2案                                          | 1990年（平成2年）4月3日    | 可決   | 4月4日   | 否決   | -                                  | 4月4日     | 衆         | 採決せず           | 成案を得るに至らず | 可決         |
| 平成2年度一般会計暫定補正予算（第1号）ほか2案                             | 1990年（平成2年）5月17日   | 可決   | 5月18日  | 否決   | -                                  | 5月18日    | 参         | 採決せず           | 成案を得るに至らず | 可決         |
| 平成2年度一般会計予算ほか2案                                              | 1990年（平成2年）5月10日   | 可決   | 6月7日   | 否決   | -                                  | 6月7日     | 参         | 採決せず           | 成案を得るに至らず | 可決         |
| 平成2年度一般会計補正予算（第1号）ほか2案                                 | 1990年（平成2年）12月13日  | 可決   | 12月17日 | 否決   | -                                  | 12月17日   | 衆         | 採決せず           | 成案を得るに至らず | 可決         |
| 平成3年度一般会計予算ほか2案                                              | 1991年（平成3年）3月14日   | 可決   | 4月11日  | 否決   | -                                  | 4月11日    | 衆         | 採決せず           | 成案を得るに至らず | 可決         |
| 平成4年度一般会計予算ほか2案                                              | 1992年（平成4年）3月13日   | 可決   | 4月9日   | 否決   | -                                  | 4月9日     | 衆         | 採決せず           | 成案を得るに至らず | 可決         |
| 平成5年度一般会計予算ほか2案                                              | 1993年（平成5年）3月6日    | 可決   | 3月31日  | 否決   | -                                  | 3月31日    | 衆         | 採決せず           | 成案を得るに至らず | 可決         |
| 平成5年度一般会計補正予算（第1号）ほか2案                                 | 1993年（平成5年）5月26日   | 可決   | 6月8日   | 否決   | -                                  | 6月8日     | 参         | 採決せず           | 成案を得るに至らず | 可決         |
| 平成11年度一般会計予算ほか2案                                             | 1999年（平成11年）2月19日  | 可決   | 3月17日  | 否決   | -                                  | 3月17日    | 衆         | 採決せず           | 成案を得るに至らず | 可決         |
| 平成19年度一般会計補正予算（第1号）ほか2案                                | 2008年（平成20年）1月29日  | 可決   | 2月6日   | 否決   | -                                  | 2月6日     | 衆         | 採決せず           | 成案を得るに至らず | 可決         |
| 平成20年度一般会計予算ほか2案                                             | 2008年（平成20年）2月29日  | 可決   | 3月28日  | 否決   | -                                  | 3月28日    | 衆         | 採決せず           | 成案を得るに至らず | 可決         |
| 平成20年度一般会計補正予算（第2号） 平成20年度特別会計補正予算（特第2号） | 2009年（平成21年）1月13日  | 可決   | 1月26日  | 修正   | 1月26日                            | 1月26日    | 参         | 協議未了により散会 | 協議未了により散会 | 可決         |
| 平成20年度一般会計補正予算（第2号） 平成20年度特別会計補正予算（特第2号） | 2009年（平成21年）1月13日  | 可決   | 1月26日  | 修正   | 1月26日                            | 1月27日    | 衆         | 採決せず           | 成案を得るに至らず | 可決         |
| 平成20年度政府関係機関補正予算（機第2号）                                 | 2009年（平成21年）1月13日  | 可決   | 1月26日  | 否決   | -                                  | 1月27日    | 衆         | 採決せず           | 成案を得るに至らず | 可決         |
| 平成21年度一般会計予算ほか2案                                             | 2009年（平成21年）2月27日  | 可決   | 3月27日  | 否決   | -                                  | 3月27日    | 衆         | 採決せず           | 成案を得るに至らず | 可決         |
| 平成21年度一般会計予算ほか2案                                             | 2009年（平成21年）5月13日  | 可決   | 5月29日  | 否決   | -                                  | 5月29日    | 参         | 採決せず           | 成案を得るに至らず | 可決         |
| 平成22年度一般会計補正予算（第1号）ほか2案                                | 2010年（平成22年）11月16日 | 可決   | 11月26日 | 否決   | -                                  | 11月26日   | 衆         | 採決せず           | 成案を得るに至らず | 可決         |
| 平成23年度一般会計予算ほか2案                                             | 2011年（平成23年）3月1日   | 可決   | 3月29日  | 否決   | -                                  | 3月29日    | 衆         | 採決せず           | 成案を得るに至らず | 可決         |
| 平成24年度一般会計予算ほか2案                                             | 2012年（平成24年）3月8日   | 可決   | 4月5日   | 否決   | -                                  | 4月5日     | 衆         | 採決せず           | 成案を得るに至らず | 可決         |
| 平成25年度一般会計予算ほか2案                                             | 2013年（平成25年）4月16日  | 可決   | 5月15日  | 否決   | -                                  | 5月15日    | 衆         | 採決せず           | 成案を得るに至らず | 可決         |

- 予算の題名中の年号については、国会における正式な方式（国会会議録に掲載のもの）どおりに記載する（ただし、漢数字は算用数字に置換）。
- 「ほか2案」とは、それぞれの一般会計（本・補正・暫定）予算に対応する「特別会計」と「政府関係機関」の予算である。

### 条約の承認の議決が衆参で不一致となった例
条約の自然承認の例は自然成立に記載
過去に2例ある。
| 議案件名 | 衆議院                     | 衆議院 | 参議院  | 参議院 | 両院協議会 | 両院協議会 | 両院協議会 | 両院協議会         | 国会 の 議決 |
| 議案件名 | 議決日                     | 採決   | 議決日  | 採決   | 開会日     | 議長       | 採決       | 結果               | 国会 の 議決 |
| --- | -------------------------- | ------ | ------- | ------ | ---------- | ---------- | ---------- | ------------------ | ------------ |
| 日本国とアメリカ合衆国との間の相互協力 及び安全保障条約第六条に基づく施設及び 区域並びに日本国における合衆国軍隊の地 位に関する協定第二十四条についての新た な特別の措置に関する日本国とアメリカ合 衆国との間の協定の締結について承認を求 めるの件 | 2008年（平成20年） 4月3日  | 承認   | 4月25日 | 不承認 | 4月25日    | 衆         | 採決せず   | 成案を得るに至らず | 承認         |
| 第三海兵機動展開部隊の要員及びその家族 の沖縄からグアムへの移転の実施に関する 日本国政府とアメリカ合衆国政府との間の 協定の締結について承認を求めるの件                                                                                            | 2009年（平成21年） 4月14日 | 承認   | 5月13日 | 不承認 | 5月13日    | 参         | 採決せず   | 成案を得るに至らず | 承認         |

### 内閣総理大臣の指名が衆参で不一致となった例
過去に5例ある。いずれも、「内閣総理大臣の指名両院協議会」で成案を得るに至らず、両院の議決が一致しなかったため、衆院の議決が国会の議決とされた。なお、自然指名（衆議院の議決から10日以内に参議院が指名をせず、衆議院の議決が国会の議決となること）の事例はない。
| 各院議決日                | 衆院指名 | 参院指名   | 内閣総理大臣の指名両院協議会 | 内閣総理大臣の指名両院協議会 | 内閣総理大臣の指名両院協議会 | 内閣総理大臣の指名両院協議会 | 国会の議決 |
| 各院議決日                | 衆院指名 | 参院指名   | 開会日                       | 議長                         | 採決                         | 結果                         | 国会の議決 |
| ------------------------- | -------- | ---------- | ---------------------------- | ---------------------------- | ---------------------------- | ---------------------------- | ---------- |
| 1948年（昭和23年）2月21日 | 芦田均   | 吉田茂     | 2月23日                      | 衆                           | 参10:衆9                     | 成案を得るに至らず           | 芦田均     |
| 1989年（平成元年）8月9日  | 海部俊樹 | 土井たか子 | 8月9日                       | 衆                           | 参10:衆9                     | 成案を得るに至らず           | 海部俊樹   |
| 1998年（平成10年）7月30日 | 小渕恵三 | 菅直人     | 7月30日                      | 参                           | 参9:衆10                     | 成案を得るに至らず           | 小渕恵三   |
| 2007年（平成19年）9月25日 | 福田康夫 | 小沢一郎   | 9月25日                      | 衆                           | 参10:衆9                     | 成案を得るに至らず           | 福田康夫   |
| 2008年（平成20年）9月24日 | 麻生太郎 | 小沢一郎   | 9月24日                      | 衆                           | 参10:衆9                     | 成案を得るに至らず           | 麻生太郎   |

- 慣例により、くじで選ばれた両院協議会の議長は原則として採決で意思表示をしない。
- 採決の票数の衆参の順序については、採決の順番どおりに記載する。

### 国会同意人事で両院協議会が開かれた事例
実例がない。

### 憲法改正原案で両院協議会が開かれた事例
実例がない。

### その他の案件で両院協議会が開かれた事例
実例がない。